# Maria João Rodrigues
Maria João Rodrigues (Lisboa, 25 de septiembre de 1955) es una política y economista portuguesa.

## Biografía
Nacida el 25 de septiembre de 1955 en Lisboa.
Entre 1995 y 1997 desempeñó el cargo de ministra para la Cualificación y el Empleo en el xiii gobierno constitucional encabezado por António Guterres.
Profesora de Economía Política en el Instituto Universitario de Lisboa, es considerada artífice de la Estrategia de Lisboa.
Candidata dentro de la lista del Partido Socialista (PS) para las elecciones al Parlamento Europeo de 2014, resultó elegida eurodiputada. Se convirtió en vicepresidenta del grupo parlamentario de los Grupo de la Alianza Progresista de Socialistas y Demócratas en la eurocámara.